# Doutor Maurício Cardoso
Doutor Maurício Cardoso este un oraș în Rio Grande do Sul (RS), Brazilia.